# Jordan Travis
Jordan Travis (West Palm Beach, 2 maggio 2000) è un giocatore di football americano statunitense che milita nel ruolo di quarterback per i New York Jets della National Football League (NFL).

## Carriera universitaria

### Louisville
Travis iniziò la carriera nel college football con i Louisville Cardinals nel 2018, debuttando nella gara contro i Baylor Bears. In quella stagione disputò solo tre gare, completando 4 passaggi su 14 e correndo 40 yard. Nel novembre 2018 annunciò che avrebbe cambiato istituto.

### Florida State
Il 22 dicembre 2018 Travis annunciò che si sarebbe trasferito a Florida State. Con i Seminoles disputò cinque stagioni, guidandoli per due volte a stagioni da 10 vittorie. La sua prima stagione a FSU fu nel 2019 sotto la direzione del capo-allenatore Willie Taggart ma non scese in campo finché questi non fu licenziato. Durante la sua esperienza come Seminole, Travis divenne il primo quarterback titolare di Florida State a vincere tre partite contro i rivali di Miami.
Il 18 novembre 2023 Travis subì un grave infortunio alla gamba contro North Alabama. Fu portato fuori dal campo in barella e due giorni dopo fu annunciato che la sua stagione era terminata, così come la sua carriera al college. Travis chiuse quinto nelle votazioni dell’Heisman Trophy dietro a Marvin Harrison Jr., Bo Nix, Michael Penix Jr. e al vincitore Jayden Daniels. Fu invece premiato come giocatore dell’anno e come giocatore offensivo dell’anno dell’Atlantic Coast Conference.
A causa in parte dell’assenza di Travis, Florida State divenne la prima squadra di una delle cinque conference principali a rimanere imbattuta ma a non essere invitata ai College Football Playoff. Il comitato di selezione valuta anche la disponibilità dei giocatori nella scelta delle candidate e il suo presidente, Boo Corrigan, disse che i Seminoles erano “una squadra diversa” senza Travis.

## Carriera professionistica

### New York Jets
Travis fu scelto nel corso del quinto giro (171º assoluto) del Draft NFL 2024 dai New York Jets. Il 27 agosto fu inserito in lista riserve/infortuni non legati al football.